# I-name

i-name은 XRI의 한 형태로 도메인 및 애플리케이션 간의 자원 및 데이터 공유를 위해 설계된 가상 식별자에 대한 OASIS 표준이다. I-names는 가능한 사람들이 기억하고 사용하기 쉽게 만든 인간 친화적인 XRI들이다. 예를 들어, 개인 i-name은 "=Mary" 또는 "=Mary.Jones"와 같이 간단하다. 기관 i-name은 "@Acme" 또는 "@Acme.Corporation"과 같이 간단하다.

## 같이 보기
- XRI
- XDI
- 소셜 웹